# Hamatama
Hamatama (浜玉町 Hamatama-chō?) era el nombre de un pueblo localizado en el distrito de Higashimatsuura, prefectura de Saga, Japón. Actualmente la denominación Hamatama hace referencia a la playa del mismo nombre que la antigua localidad.
El 1 de enero de 2005 la localidad de Hamatama, junto con los pueblos de Chinzei, Hizen, Kyūragi, Ōchi y Yobuko, y la aldea de Kitahata, todos en el distrito de Higashimatsuura, fueron anexados a la ciudad de Karatsu.
De acuerdo con los datos del año 2003, el pueblo tenía una población estimada de 10,311 y una densidad de población de 197.79 personas por km². El área total era de 52.13 km².
La localidad se encuentra cerca del relativamente conocido lugar turístico de bosque de pinos llamado Nijinomatsubara que está a orillas del mar de Japón y cuenta con más 4.8 km² de playa con arena blanca.
- Datos: Q5644149